# The Great Cybernetic Depression
The Great Cybernetic Depression es el segundo álbum de la cantante neozelandesa Princess Chelsea. Fue lanzado en 2015 por Lil' Chief Records.

## Antecedentes
Después del lanzamiento de Lil 'Golden Book, Nikkel comenzó a trabajar en su segundo álbum en octubre de 2012. Nikkel anunció el título del álbum en mayo de 2013. Originalmente estaba programado para su lanzamiento a principios de 2014, pero fue reprogramado para mayo de 2015 por razones desconocidas. The Great Cybernetic Depression es una metáfora de la ansiedad y la depresión que estaba experimentando durante la composición del álbum.

"Es un evento mundial ficticio dentro de unos 10 años en el futuro. Es una metáfora de la ansiedad y la depresión que estaba experimentando durante la composición del álbum. Me gusta canalizar cosas personales a través de una narrativa. Es más fácil cantar sobre el fin del mundo que lo triste que estás. Sin embargo, a veces en el álbum simplemente me emociono: 'We Are Very Happy'. Me gustaría tratar de poder hacer eso más en el futuro. Creo que se necesitan agallas para ser cursi y emocionalmente directo."
- Nikkel en el título del álbum

## Sencillos
- "We're So Lost" se lanzó el 4 de noviembre de 2014 en vinilo y descarga digital. El video musical fue lanzado el 28 de noviembre de 2014 y fue dirigido por Simon Ward con efectos especiales por Luke Rowell, Kenny Smith y Simon Ward.[6] El sencillo fue lanzado en el lado B 'When The World Turns Grey', que más tarde apareció en el álbum.
- "No Church On Sunday" se lanzó el 18 de noviembre de 2014 como una descarga digital en el lado B 'Digital Dream Girl'. El video musical fue lanzado el 2 de diciembre de 2014 y fue dirigido por Simon Ward con efectos especiales por Simon Ward y Kenny Smith.[7]
- "Too Many People" se lanzó el 24 de abril de 2014 en SoundCloud para su transmisión.[8] El video musical fue lanzado el 28 de mayo de 2014 y fue dirigido por Simon Ward.[9]

## Lista de canciones
| N.º | Título                                                                           | Duración |  |
| 1.  | «When The World Turns Grey»                                                      | 4:14     |  |
| 2.  | «Is It All Ok?» (ft: Jonathan Bree)                                              | 4:05     |  |
| 3.  | «No Church On Sunday» (escritor: Jamie-Lee)                                      | 4:58     |  |
| 4.  | «Too Many People»                                                                | 5:02     |  |
| 5.  | «We Are Very Happy»                                                              | 4:56     |  |
| 6.  | «We Were Meant 2 B»                                                              | 4:45     |  |
| 7.  | «Winston Crying On the Bathroom Floor» (ft: Winston, el gato de Pincess Chelsea) | 2:05     |  |
| 8.  | «We Are Strangers» (ft: Jonathan Bree)                                           | 4:51     |  |
| 9.  | «We're So Lost» (escritor: Buzz Moller)                                          | 3:49     |  |
| 10. | «All the Stars»                                                                  | 4:32     |  |